# Maikanti Baru
Maikanti Kachalla Baru (* 7. Juli 1959 in Misau, Bauchi; † 29. Mai 2020) war ein nigerianischer Ingenieur, Rohöl-Unternehmer und von Juli 2016 bis Juli 2019 achtzehnter Group Managing Director des staatlichen Ölkonzerns Nigerian National Petroleum Corporation (NNPC). Zuvor war er Group General Manager (GGM) der National Petroleum Investment Management Services. Baru war Fellow der Nigerian Society of Engineers und der Nigerian Institution of Mechanical Engineers.

## Herkunft und Ausbildung
Baru wurde im Juli 1959 in Misau im Bundesstaat Bauchi geboren. Er besuchte das Federal Government College in Jos und erlangte dort 1978 die Hochschulreife. 1982 schloss er sein Studium an der Ahmadu Bello University mit dem Bachelor of Engineering ab und promovierte in Computer Aided Engineering an der University of Sussex.

## Beruflicher Werdegang und Tod
Maikanti Baru arbeitete ab 1988 drei Jahre bei der Jos Steel Rolling Company, bevor er 1991 der Nigerian National Petroleum Corporation technischer Manager beitrat. Er hatte dort verschiedene Posten inne, wie beispielsweise von 1997 bis 1999 die Generaldirektion zur Entwicklung der Gasförderung und 1999 kurzzeitig die Leitung des Betriebs der Nigeria Gas Company (NGC). Zwischen 1999 und 2004 war er leitender technischer Verhandlungsführer beim Bau der westafrikanischen Gaspipeline. Zudem war er Leiter der National Petroleum Investment Management Services sowie des nigerianischen LNG-Geschäfts.
Am 4. Juli 2016 wurde Baru als Nachfolger von Ibe Kachikwu zum achtzehnten Group Managing Director der NNPC.
Mit dem Erreichen des Rentenalters von 60 Jahren ging Baru am 7. Juli 2019 in den Ruhestand und wurde von Mele Kyari abgelöst.
Baru verstarb am 29. Mai 2020 aufgrund einer SARS-CoV-2-Infektion.